# 辻田晴也
辻田 晴也（つじた せいや: Seiya Tsujita 1993年6月6日- ）は、日本の医師、競技アマチュアゴルファー。

## 来歴・人物
和歌山県和歌山市生まれ。大阪府高石市出身。1993年6月生まれ、同期ゴルファーとしてその後プロゴルファーになったのは、川村昌弘、浅地洋佑、時松隆光、佐藤大平などが挙げられる。
中学時代には大阪府ジュニアゴルフ選手権2位、関西中学校ゴルフ選手権7位、全国中学校ゴルフ選手権24位などの成績を残す。
大阪府立天王寺高等学校入学。高校時代には、ゴルフ部所属の私立高校生がほとんどを占める全国高等学校ゴルフ選手権大会に公立高校生ながら何度も出場を果たす。
和歌山県立医科大学医学部入学。大学4年時には関西学生ゴルフ選手権で11位に入り、日本学生ゴルフ選手権競技出場を決める。医大生での日本学生ゴルフ選手権出場は史上初と話題となるが、予選落ちに終わる。また、西日本医科学生総合体育大会ゴルフ部門では個人2連覇している。
2017全日本シングルプレーヤーズゴルフ選手権6位、またKGPUアマチュアゴルフ選手権に優勝している。
2018年の全国都道府県対抗アマチュアゴルフ選手権では初日個人1位に立ち（最終：個人8位）、　ゴルフネットワーク選手権RomaRo CUP2019全国優勝などの活躍をしている。
2021年関西オープンゴルフ選手権最終予選競技を2日目のベストスコアタイとなる68をマークし、男子プロゴルフ、日本ゴルフツアー機構(JGTO)公認、レギュラーツアーの関西オープンゴルフ選手権競技出場を決めた。
2022年、関西社会人ゴルフ選手権優勝、さらに関西クラブチャンピオントーナメント優勝している。また東日本ミッドアマチュアゴルファーズ選手権でも優勝を飾っている。
2023年、全日本企業対抗ゴルフトーナメント個人戦全国大会で優勝、関西社会人ゴルフ選手権優勝(2連覇)を飾っている。
2024年、楽天GORA×JGA アマチュアゴルフ選手権 2023-2024で全国優勝を飾っている。
その他、各種アマチュアゴルフ大会
において好成績を残している。
大学卒業、医師国家試験合格し、医師となる。
訪問診療医として在宅医療の現場で活躍している。